# Ivan Benito
Ivan Benito (Aarau, 27 agosto 1976) è un ex calciatore svizzero, portiere.

## Biografia
È zio del calciatore Loris Benito.